# Дравињски Врх
Дравињски Врх (словен. Dravinjski Vrh) је насељено место у општини Видем, Подравска регија, Словенија.

## Историја
До територијалне реорганизације у Словенији био је у саставу старе општине Птуј.

## Становништво
У попису становништва из 2011. године, Дравињски Врх је имао 266 становника.
| Број становника према пописима | Број становника према пописима | Број становника према пописима |
| ------------------------------ | ------------------------------ | ------------------------------ |
| 1991                           | 2002                           | 2011                           |
| 261                            | 272                            | 266                            |